# De Grote Bosatlas
De Grote Bosatlas is een atlas die voor het eerst werd uitgegeven door J.B. Wolters in 1877 onder de titel Bos' Schoolatlas der geheele aarde. De atlas was van de hand van P.R. Bos. Toen Bos stierf, werd het redactiewerk van 1902 tot 1922 overgenomen door J.F. Niermeyer. B.A. Kwast was redacteur van 1923 tot 1936 en P. Eibergen van 1929 tot 1955. Zij werkten van 1929 tot 1936 samen. Van 1955 tot 1977 was F.J. Ormeling redacteur. Na het redacteurschap van Ormeling is er een team van verschillende redacteuren actief vanuit Noordhoff Uitgevers dat aan de schoolatlas werkt.
Toen Kwast redacteur werd, werd de titel gewijzigd in Bos-Niermeyer Schoolatlas der Geheele Aarde, wat in 1968 werd gewijzigd in De Grote Bosatlas.
In 2016 verscheen de 55e editie, ditmaal niet alleen op papier maar ook digitaal.